# Golpe de Estado na Somália em 1969
O golpe de Estado na Somália em 1969 foi uma tomada de poder sem derramamento de sangue na Somália em 21 de outubro de 1969 por oficiais militares esquerdistas do Conselho Revolucionário Supremo liderados por Siad Barre. As tropas somalis apoiadas por tanques sob o comando de Barre invadiram Mogadíscio e tomaram os principais edifícios governamentais e ordenaram a abdicação dos líderes do país. O golpe de Estado depôs o presidente Sheikh Mukhtar Mohamed Hussein e o primeiro-ministro Mohammad Egal e conduziu a um governo militar de vinte e um anos por Barre e à imposição de um governo marxista-leninista na Somália até 1991.
Decorrente das eleições parlamentares altamente contestadas de março de 1969 e das tensões políticas, o golpe levou à repressão política na Somália e transformou-a num Estado satélite soviético virtual até 1977, altura em que se tornou um aliado dos Estados Unidos. Foi o primeiro golpe bem-sucedido na história da Somália, após duas tentativas anteriores abortadas, uma vez que o país alcançou independência nove anos antes em 1960.

## Antecedentes
A Somália tornou-se independente em 1960 com a criação da República Somali a partir da antiga Somalilândia italiana e da antiga Somalilândia Britânica. Os primeiros líderes da nova república foram o presidente Aden Abdullah Osman Daar, que serviu como chefe de Estado, e o primeiro-ministro Mohammad Egal da Liga da Juventude Somali. Como a Somália foi composta por dois territórios recém unificados, o país estava dividido em vários aspectos, como tributação, policiamento, sistemas legais e administração, no entanto, essas diferenças seriam amplamente resolvidas no referendo de 1961 sobre uma nova constituição onde mais de 90% dos votantes aprovaram o documento. A constituição que fundiu as instituições coloniais italianas e britânicas estabeleceu uma democracia parlamentar e teve como objetivo criar uma identidade nacional única.
Apesar da ratificação de uma nova constituição, a Somália permaneceu profundamente dividida entre linhas étnicas, políticas e de clãs. Em 1961, uma rebelião por jovens oficiais do exército treinados pelos britânicos no norte da Somália ocorreu, sendo, no entanto, sufocada; resultando em um oficial morto. As primeiras eleições legislativas do país foram realizadas em 1964 e a Liga da Juventude Somali obteve 69 dos 123 assentos na Assembleia Nacional. O restante dos assentos no parlamento ficou dividido entre onze partidos. Em 1967, Abdirashid Ali Shermarke, o primeiro-ministro de formação italiana e membro da Liga da Juventude Somali, foi eleito presidente da Somália. Em março de 1969 uma outra eleição legislativa foi realizada com 64 partidos na disputa com a Liga da Juventude Somali sendo o único partido político a ter candidatos em cada distrito eleitoral. O número de partidos políticos era típico da Somália devido à grande variedade de clãs e grupos étnicos diferentes e pelo fato de que o pré-requisito para concorrer era simplesmente o patrocínio do clã ou o apoio de 500 eleitores.
A eleição foi altamente contenciosa e permitiu que a Liga da Juventude Somali obtivesse uma maioria ainda maior no parlamento. As alegações de fraude eleitoral e corrupção foram desenfreadas e mais de 25 pessoas morreram em decorrência da onda de violência relacionada as eleições. Uma percepção geral cresceu entre os somalis de que a Liga da Juventude Somali estava se tornando cada vez mais autoritária. Este ponto de vista foi agravado pelo recém-formado governo do primeiro-ministro Egal que ignorou em grande parte as alegações de fraude e corrupção. Esses distúrbios e a ampla insatisfação criaram uma situação política mórbida no país que criou condições para o golpe de Estado de outubro por Siad Barre e outros oficiais.
O major-geral Siad Barre, ex-policial colonial italiano e membro do clã Darod, era o comandante do exército somali e um fervoroso marxista e nacionalista devido às suas experiências com conselheiros soviéticos como oficial do exército na década de 1960. Ele emergiria como o líder do Conselho Revolucionário Supremo, um grupo de militares e policiais somalis que variavam na hierarquia de major-general a capitão.

## Golpe

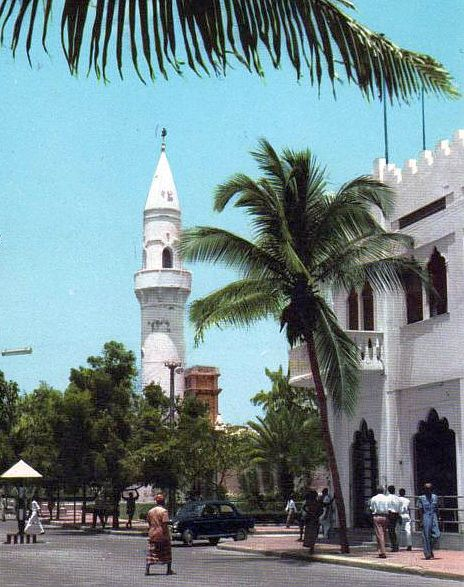
Centro da cidade de Mogadiscio em 1963.

Em 15 de outubro de 1969, o presidente Abdirashid Ali Sharmarke, o segundo presidente da era pós-colonial da Somália, foi morto a tiros por seu guarda-costas que usou um rifle automático quando ele saia de um carro no norte da cidade de Las Anod. Foi sucedido pelo presidente interino Sheikh Mukhtar Mohamed Hussein. O golpe foi iniciado no dia seguinte ao funeral de Sharmarke.
O golpe de Estado ocorreu durante as primeiras horas da manhã de 21 de outubro de 1969. As tropas das Forças Armadas Nacionais da Somália apoiadas por tanques e comandadas por vários membros do Conselho Revolucionário Supremo isolaram vários locais estratégicos em Mogadíscio, incluindo o edifício do parlamento, do Ministério da Informação, a estação Radio Mogadishu, a sede da polícia e a mansão do primeiro-ministro Egal. As principais autoridades do governo foram sequestradas e presas. Vários antigos políticos somalis também foram presos durante o golpe, entre eles o ex-presidente Aden Adde e o ex-primeiro-ministro Abdirizak Haji Hussein. Ambos foram colocados em prisão e não seriam libertados até 1973. O primeiro-ministro Egal também foi preso, mas em confinamento solitário. Apesar da tomada dos prédios da polícia durante o golpe, a polícia não resistiu aos militares e até mesmo cooperou com eles. Jama Ali Korshel, chefe da Força de Polícia Somali, foi nomeado vice-presidente do Conselho Revolucionário Supremo.
Depois que as forças golpistas assumiram a Radio Mogadishu, a estação começou a transmitir música marcial como uma forma de difundir as motivações dos líderes golpistas. Em seu primeiro discurso na rádio durante o golpe, Barre condenou a "corrupção" do antigo regime e desprezou a opressão dos  escolarizados. Também explicou que, embora o governo que havia deposto fosse inepto e corrupto, nem todos os seus membros eram criminosos, talvez reconhecendo que ele tinha sido parte do próprio sistema que acabara de derrubar. O Conselho Revolucionário Supremo de Barre dissolveu o Parlamento e a Suprema Corte e suspendeu a constituição.
Em 1970, um ano após o golpe, Siad Barre declarou que a Somália era um Estado socialista e instituiu a "Somalização" do país, essencialmente um grande esquema para reduzir as lealdades aos clãs e criar um país "somali obediente".

## Consequências

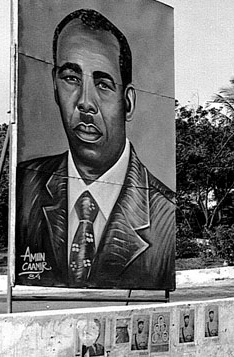
Poster de Siad Barre em Mogadíscio.

O Conselho Revolucionário Supremo com 25 membros, em essência uma junta militar, assumiu todos as funções do Estado após o golpe, incluindo a Presidência, a Assembleia Nacional e o Conselho de Ministros. O país foi renomeado República Democrática da Somália e um expurgo político ocorreu; os partidos políticos foram banidos, o ex-primeiro-ministro Egal e vários outros políticos foram condenados a longas penas de prisão e os dissidentes foram perseguidos. Uma luta pelo poder nas fileiras do  Conselho Revolucionário Supremo realizou-se com Siad Barre, posteriormente, ascendendo para se tornar líder da Somália. Salaad Gabeyre Kediye, que havia sido chamado de "Pai da Revolução", e Abdulkadir Dheel, um coronel de alta patente do exército foram executados em público por pelotão de fuzilamento em 1972.
Barre, chamado de "Líder Vitorioso", passou a liderar o país na direção do socialismo científico e procurou criar uma identidade nacional comum na Somália, diminuindo o papel e a influência dos vários clãs do país. Os nômades foram reassentados em comunas agrícolas, uma grande campanha de alfabetização foi realizada, as mulheres receberam mais direitos e o alfabeto latino foi oficialmente adotado para uso na língua somali. Os gastos militares aumentaram com a ajuda da União Soviética, que forneceu grandes volumes de equipamentos e treinadores, e logo a Somália possuía uma das mais poderosas forças militares da África. Barre desenvolveu um culto a personalidade ao longo de seus vinte e um anos de governo, buscando inspiração em seus ídolos Kim Il-sung e Gamal Abdel Nasser.
O Conselho Revolucionário Supremo foi dissolvido em 1976 e Barre passaria a ser cada vez mais autocrático com os abusos dos direitos humanos tornando-se endêmicos na Somália. O Programa das Nações Unidas para o Desenvolvimento escreveu em 2001: "o regime de vinte e um anos de Siyad Barre teve um dos piores registros de direitos humanos na África", com o regime de Barre perseguindo e torturando dissidentes políticos suspeitos por décadas.

## Alegações de envolvimento soviético
Embora nenhuma evidência oficial tenha sido apresentada para apoiar esta teoria, as suspeitas do envolvimento soviético no golpe foram muito difundidas desde que a tomada de poder foi realizada em 1969. Na época, a Somália pós-colonial havia recebido grandes volumes de apoio militar da União Soviética, incluindo veículos, armas pequenas e assistência técnica sob a forma de conselheiros. Além disso, milhares de oficiais militares somalis foram enviados para a União Soviética para treinamento nas academias militares do país e a União Soviética mantinha uma base naval considerável no país. No entanto, após o golpe, os soviéticos ficariam insatisfeitos com o novo regime e pareciam inseguros com a direção política preferida da junta. Sabe-se que o posto do KGB em Mogadíscio foi notificado antecipadamente do golpe e alguns conspiradores eram informantes soviéticos. Salaad Gabeyre Kediye, um dos principais arquitetos do golpe que foi executado em 1972, era um informante do KGB chamado "OPERATOR", de acordo com documentos do Arquivo Mitrokhin e os escritos do historiador de Cambridge, Christopher Andrew.